# Marko Cigale
Marko Cigale, slovenski geolog, * 19. november 1948, Dole, Idrija.

## Življenje in delo
Osnovno šolo je obiskoval v rojstnem kraju, gimnazijo v Idriji, kjer je leta 1968 tudi maturiral. Študij je nadaljeval na odseku za geologijo ljubljanske Fakultete za naravoslovje in tehnologijo in 1973 diplomiral ter dve leti kasneje opravil magisterij s temo Razvoj julijskih in tuvalijskih plasti v okolici Idrije.
Po diplomi se je zaposlil v idrijskem rudniku živega srebra. Tu je delal na različnih delavnih mestih, med drugim je bil glavni geolog (1978–1982), vodja razvojne službe (1982–1990) in od 1. februarja 1990 direktor rudnika.